# Sakishimaöarna

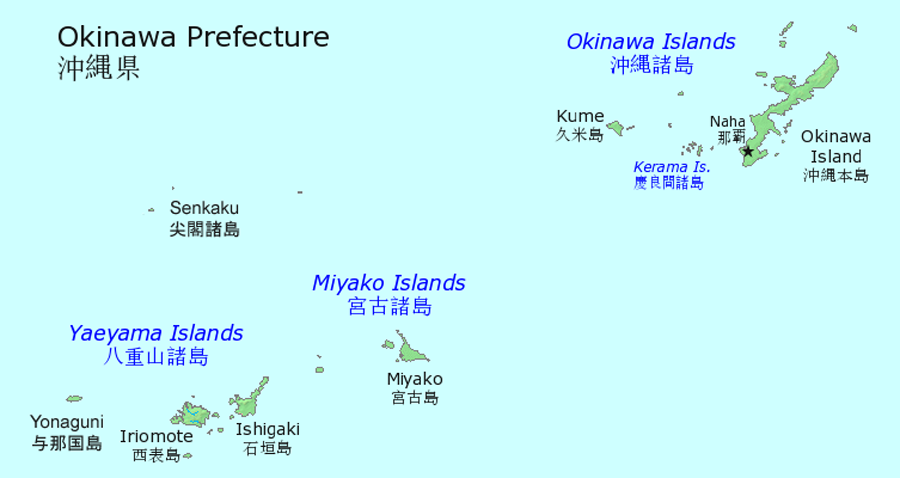
Lägeskarta

Sakishimaöarna (japanska Sakishima-shotō) är en ögrupp bland Ryukyuöarna i nordvästra Stilla havet som tillhör Japan. 

## Geografi
Sakishimaöarna ligger ca 350 sydväst om Okinawaöarna och cirka 180 kilometer öster om Taiwans norra spets.
Öarna är av vulkaniskt ursprung och har en areal om ca 817 km². Den högsta höjden är Mount Omotodake på cirka 525 m ö.h. och ligger på Ishigaki. Ögruppen består av tre områden:
- Miyakoöarna, 宮古諸島; Miyako-shotō, ca 226 km²
  - huvudö Miyako-jima - 宮古島

- Yaeyamaöarna, 八重山諸島; Yaeyama-shotō cirka 590 km²
  - huvudö Ishigaki - 石垣島

- Senkaku-öarna, 尖閣諸島; Senkaku-shotō ca 6,5 km² 
  - huvudö Uotsuri-jima eller Diaoyu-Dao, även Kina och Taiwan gör anspråk på ögruppen

Befolkningen uppgår till ca 111.000 invånare där ca 58.000 lever på Miyakoöarna och ca 53.000 lever på Yaeyamaöarna, Senkakuöarna är obebodda. Förvaltningsmässigt utgör ögrupperna egna subprefekturer i Okinawa prefekturen.

## Historia
Ögruppen ingår i Okinawaöarna som alltid har varit ett viktigt handelscentrum i regionen. Öarna utgjorde mellan 1300-talet och 1800-talet ett oberoende kungadöme, Kungariket Ryukyu. Riket hade kontakter inte bara med grannarna Japan och Kina, utan också med exempelvis Borneo och Java. Sin självständighet behöll riket genom att betala tribut (brandskatt) till ömsom Kina, ömsom Japan.
1879 införlivades riket i Japan, och blev länet Okinawa.
Under andra världskriget utspelade sig våren 1945 ett av de största och betydande slagen i Stilla havet (Slaget om Okinawa) här. Området ockuperades sedan av USA som förvaltade öarna fram till 1972 då de återlämnades till Japan.